# Focaccia con il formaggio
La focaccia con il formaggio (a volte ma impropriamente focaccia al formaggio), in genovese a fugassa cö formaggio, è un tipo di focaccia farcita tipica della Liguria.

## Descrizione

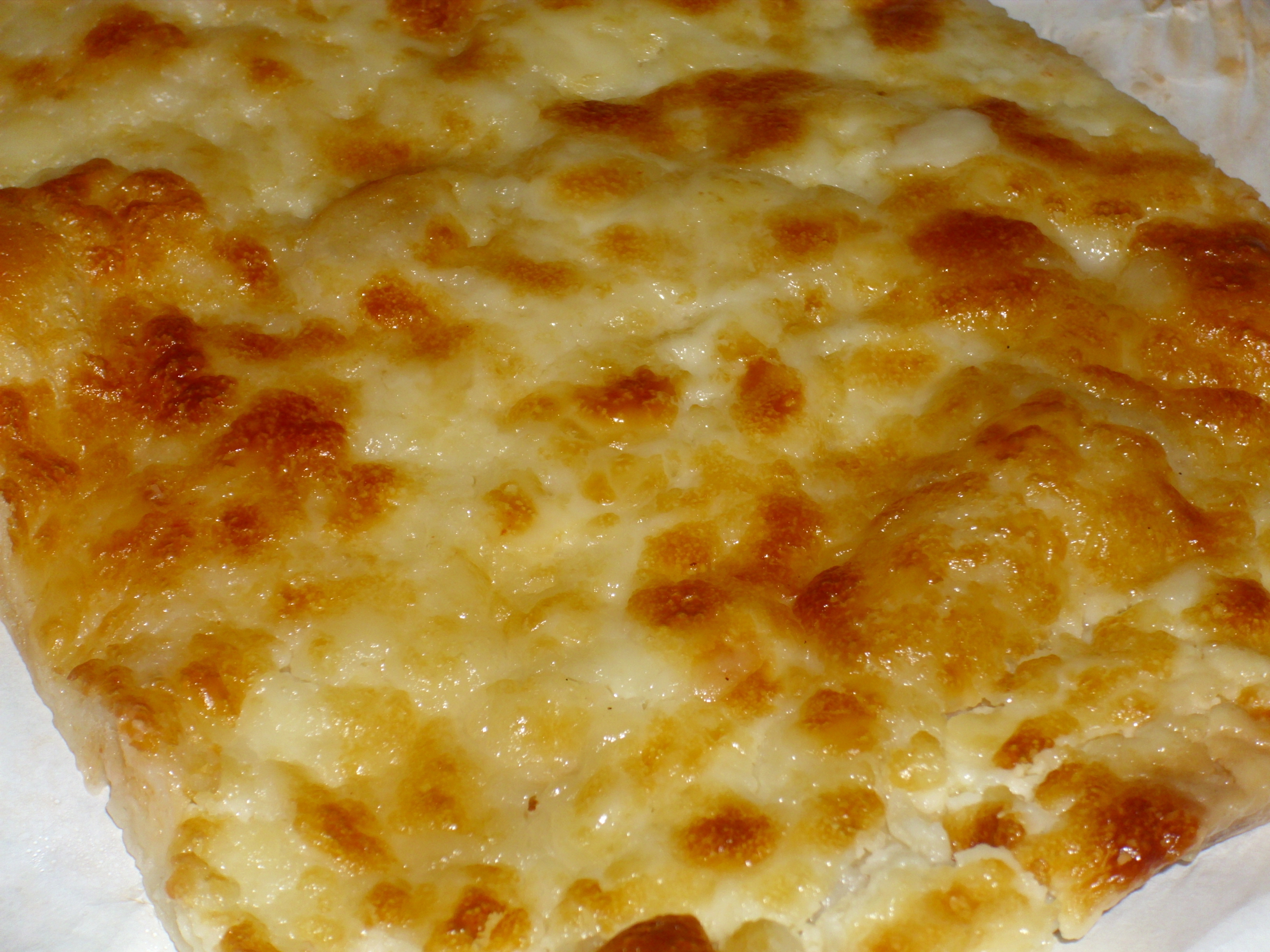
Focaccia farcita con il formaggio

La focaccia con il formaggio esiste in numerose versioni, con farciture superficiali che comprendono sia solo formaggio (di vari tipi, a volte miscelati tra di loro), sia altri ingredienti (formaggio e prosciutto cotto, formaggio e würstel, speck e fontina, ecc.).
Gli ingredienti prevedono farina, olio extravergine di oliva, oltre ovviamente al formaggio scelto, che viene posto sopra alla pasta prima dell'inserimento in forno. Riguardo a quest'ultimo esistono varianti con fontina o altri formaggi morbidi simili, con formaggi meno densi come stracchino, mozzarella o gorgonzola e, come detto, misture di diversi formaggi.

### Focaccia di Recco con il formaggio
Una tipologia di focaccia con il formaggio molto nota è la Focaccia di Recco con il formaggio (in dialetto genovese a fugassa de Réccu), di cui si trovano tracce storiche in letteratura fin dal XIX secolo.
La focaccia, preparata inizialmente nei ristoranti e nei forni di Recco e dei comuni limitrofi, si è rapidamente diffusa prima nel Tigullio e nel genovesato e poi in tutta la Liguria, spesso con piccole variazioni sul tipo di formaggi impiegati.
Questo ha portato i ristoratori della zona a cercare di tutelare il prodotto da possibili imitazioni ritenute di qualità inferiore, prima, nel 1997, registrando il marchio "Autentica Focaccia con il Formaggio di Recco" come Consorzio Recco Gastronomica e poi, nei primi anni del XXI secolo, come Consorzio Focaccia con il formaggio di Recco, richiedendo la tutela dell'Indicazione geografica protetta. Dall'estate del 2011 la Focaccia di Recco con il formaggio si fregia del marchio dell'IGP, certificazione presentata il 14 luglio (decreto pubblicato in G.U. n 51 del 1º marzo 2012) negli uffici della Regione Liguria dal Ministero delle politiche agricole alimentari e forestali inizialmente su territorio nazionale e, a partire dal 2015, a livello europeo. Prodotti simili, commercializzati al di fuori dell'area di Recco, Sori, Camogli e Avegno, pur continuando ad essere cucinati e venduti, non possono quindi più legalmente fregiarsi di nomi che contengano riferimenti a "Recco", che sovente erano presenti prima dell'ottenimento dell'IGP (es "focaccia tipo Recco").
Al contrario della versione "normale", la focaccia di Recco, secondo la ricetta originale, si compone di due strati sottilissimi di pasta a base di farina e olio di oliva (senza lievito, anche se questo viene elencato in alcuni ricettari), farciti internamente (e non nella parte superiore) con lo stracchino, che ha ormai quasi totalmente surrogato le originarie prescinsêua (ritenuta troppo liquida e acida) e formaggetta. Il formaggio fuso rimane così molto liquido e a volte può fuoriuscire da fessure che con la cottura si vengono a creare nel sottile strato superiore di pasta. La fluidità del formaggio fuso e il poco spessore della pasta rendono molto scomodo mangiarla fasciata nella carta, come avviene normalmente con la focaccia genovese o come quelle farcite, ed è più pratico servirla in piatti.
A causa della ridotta produzione casearia ligure, e della conseguente provenienza extraregionale del formaggio stracchino, la focaccia con il formaggio prevede ora crescenza di origine ligure (prodotta a Masone, in valle Stura in provincia di Genova) al posto dello stesso stracchino, per rientrare nelle regole della classificazione di Indicazione geografica protetta europea.
Il 2 marzo 2012 è diventato un prodotto IGP italiano e il 3 giugno 2013 ha ricevuto il riconoscimento da parte dell'Unione europea la focaccia di Recco con il formaggio prodotta nei comuni di Recco, Avegno, Sori e Camogli.
Il giornale quotidiano americano New York Times afferma che, orgogliosamente per la cittadina italiana, la Focaccia al formaggio di Recco è letteralmente “un piatto perfetto”.

## Prodotti similari
Simili per ingredienti e diffusione geografica alla focaccia di Recco sono le focaccette al formaggio, di dimensioni minori e con una cottura effettuata tramite frittura invece che in forno. Sempre simile alla focaccia di Recco è quella di Arenzano (cittadina costiera ligure posta a ponente di Genova), che prevede l'uso del lievito e, come farcitura tra i due strati di pasta, della panna inacidita e della fontina.

## Festa della focaccia di Recco
Dal 1955 si svolge a Recco la "Festa della focaccia", che si tiene nell'ultima settimana del mese di maggio.